# Kortney Ryan Ziegler
Kortney Ryan Ziegler (né le 15 décembre 1980) est un cinéaste primé américain, artiste visuel, blogueur, écrivain, et chercheur basé à Oakland,. Son travail artistique et académique se concentre sur les questions queer/trans, l'image corporelle, les sexualités racialisées, le genre, la performance et la théorie queer Noire. Ziegler est également la première personne de l'Histoire à recevoir le doctorat d'études afro-américaines de l'Université Northwestern en 2011.

## Jeunesse et éducation
Ziegler a obtenu son diplôme de l'université de Californie

## Carrière

### Blogging

#### blac (k) ademic
De 2003 à 2006, Ziegler a rédigé un Blog féministe queer Noir populaire, blac (k) ademic. Les sujets abordés du blog étaient tels que le genre et la sexualité dans une perspective académique jeune queer noir, il est finalement devenu l'un des meilleurs blogs de la blogosphère féministe.
Ziegler a reçu beaucoup de critiques en raison de sa position radicale concernant les expériences des femmes de couleur dans son analyse féministe. Blac (k) ademic a continué à recevoir le prix du Best Topical Blog 
dans le premier rapport annuel du Black Weblog Awards en 2006. Il l'a lancé en novembre 2012 et il a été nommé pour un Transguy Community Award et un GLAAD Media Award.

### Film

#### STILL BLACK: a Portrait of Black Transmen
L'avant-première a été donnée en 2008, STILL BLACK: a Portrait of Black Transmen 
a été conçu dans les années où Ziegler était un étudiant en doctorat dans le département d'études afro-américaines de la Northwestern University. Ziegler et sa productrice, Awilda Rodriguez Lora, ont fourni l'investissement financier initial pour obtenir le projet. Ils ont utilisé une méthode de collecte de fonds, en utilisant le réseautage social pour financer terminer le projet. Lors du festival de cinéma queer, le film est devenu l'un des plus recherchés et des plus évoqués, représentant l'expérience d'un homme trans de couleur, montrant à la foule à guichets fermés dans des villes comme Los Angeles, Toronto, Seattle, Chicago, et Tel-Aviv. Le film a reçu le prix Isaac Julien ExperimentalduQueer Black Cinema International Music Festival, et un Audience Choice Award dans la catégorie Best Documentary dans le ReelOut Queer Film + Video Festival.

## Honneurs et prix
- 2006 Best Topical Blog, Black Weblog Awards - « blac (k) ademic »
- 2009 Best Documentary, Reelout Queer Film + Video Festival - STILL BLACK: a portrait of black transmen
- Trans 100 Honoree
- 2013 GLAAD Media Award Nomination for Outstanding Blog
- 2013 Empowerment Award, Black Transmen, Inc.
- 2013 Outstanding Transgender Service, The Esteem Awards
- 2013 Top 40 under 40 LGBT Activist, The Advocate
- 2013 Authentic Life Award, Transgender Law Center